# Stephen Kiprop
Stephen Kiprop (* 8. September 1999) ist ein kenianischer Langstreckenläufer. Mit 19 Jahren lief er den Halbmarathon in 58:42 min, was zu diesem Zeitpunkt die fünftbeste jemals gelaufene Zeit auf dieser Strecke bedeutete.
Kiprop bestreitet seit 2018 internationale Straßenläufe. In diesem Jahr gewann er neben den 15 Kilometern von Le Puy-en-Velay in 42:16 min auch die Halbmarathonläufe in Venlo (59:44 min), Olomouc (1:00:15 h) und Ústí nad Labem (59:41 min). Ende Oktober wurde er beim Valencia-Halbmarathon, bei dem Abraham Kiptum einen später wegen Dopings wieder aberkannten Weltrekord aufstellte, in 59:21 min Vierter. Im Februar des folgenden Jahres stellte er beim RAK-Halbmarathon in 58:42 min den Streckenrekord von Bedan Karoki ein und lief damit zu diesem Zeitpunkt abzüglich Kiptums später aberkannter Zeit auf Rang 5 der ewigen Weltbestenliste. Zwei Monate später kam er beim Prag-Halbmarathon in 59:20 min auf Rang 3, ebenso wie im September beim Great Scottish Run in 1:02:32 h.

## Persönliche Bestzeiten
- 10.000 m: 28:46,9 min, 16. März 2019 in Tambach
- 15 km: 41:48 min, 8. Februar 2019 in Ra’s al-Chaima (Zwischenzeit)
- 20 km: 55:46 min, 8. Februar 2019 in Ra’s al-Chaima (Zwischenzeit)
- Halbmarathon: 58:42 min, 8. Februar 2019 in Ra’s al-Chaima
- Marathon: 2:03:37 h, 29. September 2024 in Berlin